# Rosa Navarro Durán
Rosa Navarro Durán (Figueres, 16 de novembre de 1947) és una filòloga i catedràtica de Literatura Espanyola de la Universitat de Barcelona, on ha exercit la docència des de 1969 fins al 2018; actualment és professora emèrita de la dita Universitat. Ha estat jurat del Premi Príncep d'Astúries de les Lletres des del 2000 al 2014, del Premi Princesa d'Astúries de les Lletres del 2015, 2016, 2019, 2020, 2021 i 2022 i del Premi Miguel de Cervantes de 2012.
Entre les seves aportacions filològiques més rellevants destaca la seva atribució de La vida del Lazarillo de Tormes, y de sus fortunas y adversidades a Alfonso de Valdés, hipòtesi que va proposar al llibre Alfonso de Valdés, autor del “Lazarillo de Tormes” (Gredos, 2003; 2a ed. ampliada, 2004) i que ha continuat sostenint en nombroses publicacions posteriors, així com en l'edició crítica del Lazarillo (Alianza editorial, 2016). També és autora de versions de clàssics literaris adaptades al públic infantil i juvenil, com ara una Odissea explicada als nens.

## Obres
- Poemas inéditos de Félix Persio, Bertiso (Diputación de Sevilla, 1983)

- Guías Laia de Literatura. La vida del Buscón llamado don Pablos de F. de Quevedo (Barcelona, Laia, 1983)

- Comentar textos literarios (Madrid: Alhambra, 1990)

- La mirada al texto (Comentario de textos literarios) (Barcelona: Ariel, 1995; 2ª ed. 2017)

- Retrato de Francisco Ayala (Barcelona: Galaxia Gutenberg/Círculo de Lectores, 1996)

- ¿Por qué hay que leer a los clásicos? (Ariel, 1996)

- Breve historia de la literatura española, en colaboración con Carlos Alvar i José Carlos Mainer (Madrid, Alianza Editorial, 1997, 9ª reimpresión, 2012; 2ª ed. revisada y ampliada, 2014)

- Cómo leer un poema (Ariel, 1998; 3ª ed. 2008)

- “Lazarillo de Tormes” de Alfonso de Valdés (SEMYR, 2002)

- Alfonso de Valdés, autor del “Lazarillo de Tormes” (Gredos, 2003; 2ª ampliada, 2004)

- “Lazarillo de Tormes” y las lecturas de Alfonso de Valdés (Diputación Provincial de Cuenca, 2003)

- Cervantes (Madrid: Síntesis, 2003)

- Escenas cervantinas (Madrid: Alianza Editorial, 2005)

- “La vida de Lazarillo de Tormes” y los dos “Diálogos” de Alfonso de Valdés. Palabras y asuntos en común (Santander: Sociedad Ménéndez Pelayo, 2006)

- “Suplico a vuestra merced...” Invitación a la lectura del "Lazarillo de Tormes" (Vigo: Editorial Academia del Hispanismo, 2008)

- La verdad sobre el caso del "Lazarillo de Tormes", Cénlit, 2010)

- El “Tirant lo Blanc” i la seva presència en el “Lazarillo de Tormes” i en les novel·les de Cervantes, traducció de Maria Pilar Perea, Fundació Germà Colón (Publicacions de l’Abadía de Montserrat, Castelló-Barcelona, 2011)

- Tres personajes satíricos en busca de su autor (Universidad de Valladolid, 2011), obra en la que se demuestra que Diego Hurtado de Mendoza es el autor de La segunda parte de Lazarillo de Tormes (Amberes, 1555) y que Jerónimo de Urrea lo es del Diálogo entre Caronte y el ánima de Pedro Luis Farnesio.

- Pícaros, nifas y rufianes. La vida airada en la Edad de Oro (Edaf, 2012; X Premio Algaba).

- Gerardo Diego y la "Fábula de Alfeo y Aretusa" de Pedro Soto de Rojas (Fundación Gerardo Diego, 2013).

- Por sus culpas o por sus gracias. Pasiones y trucos en el gran teatro áureo. De Lope a Calderón (Calambur, 2016).

- “La Lozana Andaluza”, un retrato en clave. Pasquines históricos en la Roma Babilonia (Renacimiento, 2018).

- Secretos a voces. Ficción literaria y realidad política (siglos XV-XVI) (Ediciones Nobel, 2019).

- María de Zayas y otros heterónimos de Castillo Solórzano (Edicions de la Universitat de Barcelona, 2019).ISBN: 978-84-9168-288-2.